# Carsiànon
El tema de Carsiànon, en grec medieval Χαρσιανόν, Kharsianon, fou creat vers la meitat del segle ix. Abraçava la major part de la Capadòcia pròpia i la capital era Cesarea de Capadòcia. Inicialment va ser una fortalesa amb aqueix nom que s'alçava entre Cesarea i la vall del riu Kızılırmak, situada estratègicament al camí que circulava d'est a oest i unia Constantinoble amb Melitene passant per Ancira, i a l'encreuament d'una altra via nord-sud que anava de la Regió del Pont fins a Cesarea.

## Història
Aquesta posició clau en les rutes d'invasió va fer que Carsiànon caigués a mans dels Omeies l'any 730. Recuperada, va rebutjar nous atacs el 831, el 843 i el 845. La fortalesa es va desvincular del tema dels Armeníacs i va adquirir el rang de clisura. La seva guarnició servia de força mòbil per fer intervencions ràpides contra les incursions àrabs. Degut a la guerra contra els paulicians, entre el 863 i el 872, Carsiànon es va transformar en un tema. Les seves tropes encara haurien de combatre els àrabs a finals del segle ix i principis del X, sobretot el 886 quan la conquesta de plaça forta es va convertir en el seu objectiu.
El tema incloïa quatre fortaleses a més de la primera, que segons les fonts àrabs, tenien un exèrcit de 4.000 homes. El seu estrateg rebia un estipendi de 20 lliures d'or. La importància del tema en el control de la frontera era innegable i Lleó VI el Filòsof encara la va reforçar ampliant la seva base territorial. A més se li van concedir dos turmes i set bandes dels temes dels Armeníacs, dels Buccel·laris i de Capadòcia, cosa que feia que l'estrateg del tema fos el comandant d'un gran i poderós districte fronterer. Per això va ser l'objectiu d'importants atacs àrabs liderats per Sayf-ad-Dawla el 950, 951, 956 i 960, que van arrasar el territori de Carsiànon però no van poder prendre la fortalesa.
Algunes de les grans famílies de l'Imperi Romà d'Orient tenien el seu origen al tema i van actuar per augmentar-ne la seva influència, com ara la Dinastia Ducas, els Focas, els Argiros i els Maleinoi. El seu poder va convertir el tema en un potencial focus de rebel·lió a finals del segle x. Bardes Escler va ser derrotat allí el 979, i Bardes Focas probablement es va fer proclamar emperador el 987 a Carsiànon, que aleshores era propietat dels Maleinoi. Basili II Bulgaròcton, impressionat per les riqueses d'Eustaci Maleinos que el va rebre magníficament a les seves possessions, el va fer tornar amb ell a Constantinoble i el va mantenir allà, per poder confiscar-li els béns després de la seva mort.
El 1045, l'últim rei Bagratuní Gaguik II d'Armènia va conquerir alguns dominis al tema on hi va portar refugiats armenis, cosa que va causar problemes amb la noblesa local grega. El 1057, Carsiànon va donar suport a la revolta d'Isaac I Comnè.
Després de la batalla de Mantziciert, l'Imperi Seljúcida va ocupar la regió, que definitivament es va perdre per als romans d'Orient.